# Neepawa (ancienne circonscription fédérale)
Neepawa fut une circonscription électorale fédérale du Manitoba, représentée de 1917 à 1949.
La circonscription de Neepawa a été créée en 1914 avec des parties de Dauphin et de Portage la Prairie. Abolie en 1947, elle fut redistribuée parmi Brandon, Dauphin, Marquette et Portage—Neepawa.

## Députés
1. 1917-1921 — Fred Langdon Davis, Unioniste
2. 1921-1925 — Robert Milne, PPC
3. 1925-1926 — Thomas Gerow Murphy, CON
4. 1926-1930 — Robert Milne, PPC
5. 1930-1935 — Thomas Gerow Murphy, CON
6. 1935-1945 — Frederick Donald Mackenzie, PLC
7. 1945-1949 — John Bracken, PC

- CON = Parti conservateur du Canada (ancien)
- PC = Parti progressiste-conservateur
- PLC = Parti libéral du Canada
- PPC = Parti progressiste du Canada